# Valsgaard (parochie)
Valsgaard is een parochie van de Deense Volkskerk in de Deense gemeente Mariagerfjord. De parochie maakt deel uit van het bisdom Aalborg en telt 1248 kerkleden op een bevolking van 1319 (2004).
Historisch was de parochie deel van Hindsted Herred. De parochie werd in 1970 opgenomen in de toen gevormde gemeente Arden. In 2007 ging deze op in de gemeente Mariagerfjord.
Als · Arden · Astrup · Hadsund · Øster Hurup · Oue · Rold · Rostrup · Skelund · Storarden · Valsgaard · Vebbestrup · Visborg · Vive